# Napoleon Bronisław Korzón
Napoleon Bronisław Korzón (także Korzon) (ur. 29 stycznia 1885 w Homlu - zm. w 1963 w Nowym Jorku) – polski inżynier komunikacji.
Ukończył ze złotym medalem gimnazjum klasyczne w Homlu i Instytut Inżynierów Komunikacji w Petersburgu.
Po powrocie do kraju w 1918 osiadł w Wilnie. W czasie wojny polsko- -sowieckiej dyrektor Wydziału Ruchu i zastępca prezesa Dyrekcji Kolei Państwowych w Wilnie (1920-1921). Następnie w latach 1920-1926 dyrektor Wydziału Ruchu DKP w Gdańsku. W momencie tworzenia SA "Polskarob" inż. Antoni Falter, naczelny dyrektor firmy Robur, zaproponował Korzónowi posadę dyrektora nowopowstającej firmy. Korzón przyjął propozycję, jednocześnie zastrzegając sobie dalece idącą autonomię. W latach 1927-1939 dyrektor naczelny zarządu przedsiębiorstwa żeglugi, maklerstwa i spedycji SA „Polskarob” w Gdyni - który doprowadził do rozkwitu firmy, zatrudniając najwyższej klasy fachowców, którym zapewnił najlepsze wyposażenie do pracy oraz godne zabezpieczenie socjalno-bytowe. Był także dyrektorem Polsko-Skandynawskiego Towarzystwa Transportowego w Gdyni oraz przedsiębiorstwa transportowego „Polnisch-Skandinavische Transport — Handelsgesellschaft mbH”. w Gdańsku. Członek Rady Portu w Gdyni i prezes jego Zarządu (1930-1939). Członek Państwowej Rady Komunikacji, rady nadzorczej Banku Zachodniego, prezes Rady Interesantów Portu, honorowy prezes Izby Przemysłowo-Handlowej, prezes Związku Przedstawicieli Koncernów Węglowych, członek rady Polskiego Komitetu Narodowego Międzynarodowej Izby Handlowej. Od 1928 konsul generalny Szwecji.
Po II wojnie światowej na emigracji, mieszkał w Nowym Jorku w USA,
Był autorem szeregu książek i broszur o naukowej organizacji pracy w kolejnictwie, artykułów w czasopismach technicznych na tematy kolejnictwa, rachunku frachtu morskiego i ekspedycji węgla.

## Prace Napoleona Korzóna
- „Nomogramy do obliczeń wodociągów” (1911),
- „Nomogramy do obliczeń kanałów irygacyjnych” (1913),
- „Nomogramy do obliczeń konstrukcji żelbetonowych” (1913),
- „O tamach cylindrycznych” (1914),
- „Projekty irygacji ziemi semireczeńskiej w Turkiestanie” (1914)

## Życie prywatne
Urodził się w rodzinie ziemiańskiej, syn Stanisława i Ernestyny z Pleskich. Od 1910 mąż Lidii z Sachnowskich.